# دونگی کاتون
دونگی کاتون (به صربی: Donji Katun) یک منطقهٔ مسکونی در صربستان است که در ورورین واقع شده‌است. دونگی کاتون ۱٬۰۱۲ نفر جمعیت دارد.